# Парма (аеропорт)
Аеропорт Парми (італ. Aeroporto di Parma, (IATA: PMF, ICAO: LIMP)) знаходиться на відстані 2.4 км 1,3 морська миля (2,4 км; 1,5 миля) північний захід від Парми, міста в регіоні Емілія-Романья в Італії. Аеропорт було відкрито 5 травня 1991 року. Він також відомий як аеропорт Джузеппе Верді або аеропорт Парми «Джузеппе Верді», названий на честь Джузеппе Верді.

## Авіалінії та напрямки

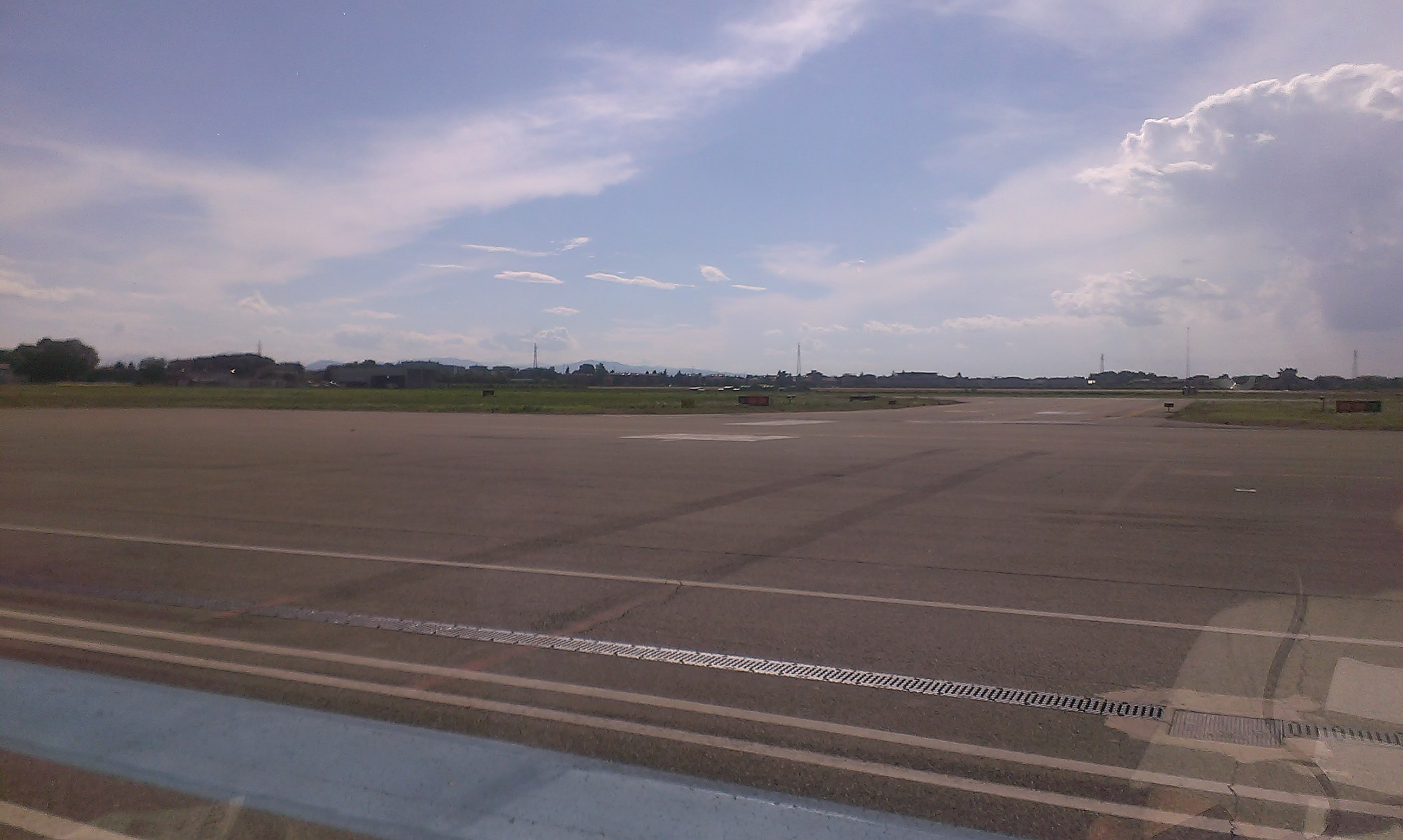
Вид на злітну смугу

Наступні авіакомпанії виконують регулярні рейси до Парми:
| Авіакомпанія | Пункт призначення                    |
| ------------ | ------------------------------------ |
| AlbaStar     | Трапані Сезонний: Катанія, Лампедуза |
| FlyOne       | Кишинів                              |
| Ryanair      | Кальярі, Мальта                      |

## Статистика
Див. джерело запитів Вікіданих та джерела.

## Наземний транспорт
До аеропорту Парми можна дістатися за 7 хвилин на автомобілі або на таксі. В іншому випадку до аеропорту можна дістатися автобусом № 6, який обслуговує TEP Parma.